# Moldaeroservice
Государственное предприятие "Moldaeroservice"  (рум. Întreprinderea de Stat "Moldaeroservice"); сокращённо Молдаэросервис (рум. Î.S. Moldaeroservice) — государственное учреждение основанное в городе Бельцы, являющееся наиболее важным поставщиком авиационных услуг на территории Молдовы и было одним из самых крупных авиационных предприятий в Молдавии с около 500 сотрудниками. Предприятие было основано в 1966 году, компания была реформирована под своим нынешним названием в 1996 году. Moldaeroservice предоставляет услуги оператора аэропортов и воздушного транспорта с использованием собственных самолётов и вертолётов, выполняющих полёты в воздушном пространстве Республики Молдова и за рубежом. Услуги, предоставляемые Moldaeroservice, включают обслуживание воздушного движения, оператор двух аэропортов в Бельцах и авиакомпания с подразделениями в Кишинёве сегодня и ранее в Бендерах и Сороках.
За более чем 45 лет с момента своего основания компания "Молдаэросервис" стала одним из самых опытных поставщиков авиауслуг на вертолётах Ми-2 и самолётах Ан-2 не только на территории Республики Молдова, но и за её пределами (Египет, Алжир, Ирак, Румыния, Болгария, Турция, Сингапур, Южная Корея). Вторичные офисы в (действующий) Кишинёве и (исторически) Бендерах.
Сегодняшним учредителем Moldaeroservice является Агентство публичной собственности (рум. APP), которое осуществляет свои права управления через Совет директоров и Администратора предприятия.

## История
В 1958 году Бельцкая авиационная эскадрилья (Бельцкая АЭ) была сформирована в дополнение к Молдавской особой авиационной группе Гражданского воздушного флота (Молдавская ОАГ ГВФ).
С 27 июля 1964 года Бельцкая АЭ была подчинена Молдавской особой авиационной группе Гражданской авиации (Молдавской ОАГ ГА).
В период с июля 1965 по 1966 год Бельцкая объединённая гражданская эскадрилья (Бельцкая ОАЭ) была подчинена Кишинёвскому объединённому авиаотряду (Кишинёвскому ОАО).
С 1966 по сентябрь 1969 года Бельцкий авиаотряд № 281 (281-й ЛО Бельцы) подчинен Управлению гражданской авиации Молдавской Советской Социалистической Республики (Молдавскому УГА).
С сентября 1969 года по февраль 1978 года Бельцкий объединённый авиаотряд (Бельцкий ОАО) подчинялся Молдавскому УГА.
С февраля 1978 года по 1 января 1983 года Бельцкий объединённый авиаотряд подчинён Республиканскому производственному объединению Гражданской авиации МССР (Молдавскому РПО ГА).
С 1 января 1983 года Бельцкий объединенный авиаотряд подчиняется Управлению гражданской авиации МССР.
Государственное предприятие Moldaeroservice было основано в 1966 году как Бельцкий авиаотряд № 281 Бельцкого объединённого авиаотряда (Бельцкого ОАО) приказом Министра гражданской авиации СССР на базе авиационной эскадрильи самолетов Яковлев Як-12 и Антонов Ан-2. Вместе со службами полка гражданской авиации аэропорта Бельцы-Город, Бельцкий авиаотряд № 281 сформировал Бельцкий объединённый авиационный отряд.
Командиром Бельцкого авиаотряда № 281 был назначен Николае Завадский, начальником аэропорта — Петру Овчиников, начальником базы технического обслуживания аэропорта — Виктор Шерстюк и начальником Бельцкого ОАО — Виталие Безденежных. Среди командиров Бельцкого ОАО были: Алексей Личьман, Евгений Иляков, Анатолий Баюков, Алексей Алексеев, Василий Бурма, Иван Томач, Владимир Рышковой, Валерий Ченин. Среди руководителей базы технической службы аэропорта были Григоре Ротарь, Борис Кабак, Виктор Герца. Лётную службу возглавлял Дмитрий Ковальчук, а пассажирскую службу — Мария Рыбакова, Александр Ожегов, Леонид Соловьев. Аэропортом и наземной службой руководили Петру Лобанов, Рашид Бирюков, Дмитрий Губарев, Василе Барабаш. На протяжении своего развития компания прошла множество этапов реструктуризации и развития.
С распадом СССР служба контроля и наблюдения за воздушным пространством стала отдельной и была передана Бельцкому филиалу государственного предприятия MoldATSA.

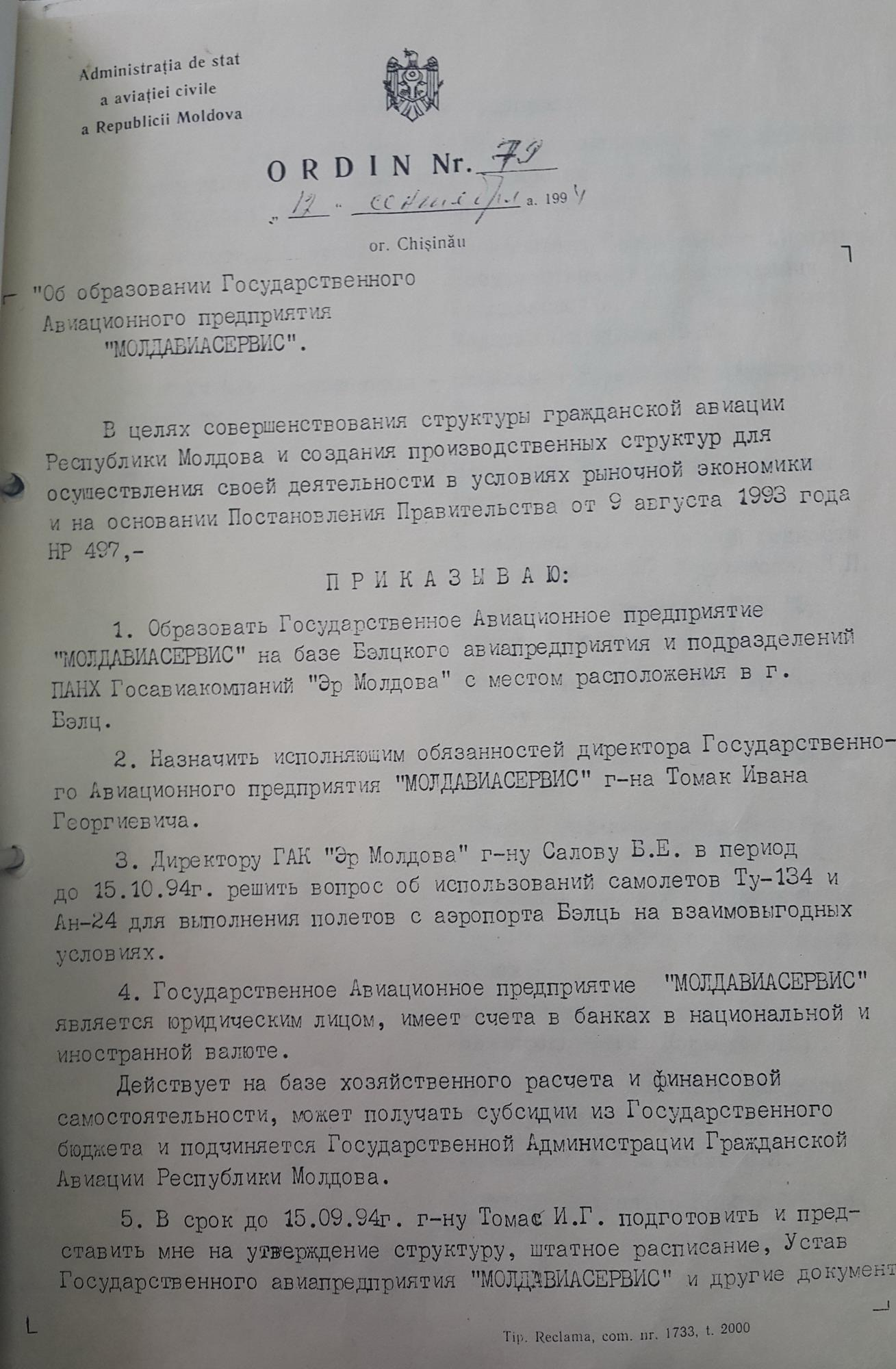
Приказ № 79 о создании Государственного Предприятия "Молдавиасервис" на основе Бельцкого Авиапредприятия и Air Moldova

Согласно приказу Государственной администрации гражданской авиации Республики Молдова от 17 сентября 1994 года, в целях совершенствования структуры гражданской авиации Республики Молдова и создания производственных структур для осуществления своей действительности в условиях рыночной экономики и на основании Постановления Правительства от 9 августа 1993 года № 497 ("Об утверждении Положения Государственной администрации гражданской авиации Республики Молдова"), на базе Бельцкого авиапредприятия (созданного на базе Бельцкого ОАО) и подразделений, применяющих авиацию в народном хозяйстве (ПАНХ) государственной авиакомпании Air Moldova с местом расположения в городе Бельцы было образовано Государственное Авиационное Предприятие "МОЛДАВИАСЕРВИС". Также, согласно этому приказу, директор государственной авиакомпании Air Moldova в период до 15 октября 1994 года, был обязан решить вопрос об использовании самолётов Ту-134 и Ан-24 для выполнения полётов из аэропорта Бельцы-Лядовены на взаимовыгодных условиях. С этого момента Государственное Авиационное Предприятие "МОЛДАВИАСЕРВИС" является юридическим лицом права Республики Молдова, имеет счета в банках в национальной и иностранной валюте и действует на базе хозяйственного расчёта и финансовой самостоятельности и может получать субсидии из Государственного бюджета и подчиняется Государственной Администрации Гражданской Авиации Республики Молдова. В 1996-м году «Молдавиасервис» был переименован в «Молдаэросервис» (рум. Moldaeroservice). Таким образом, предприятие стало самостоятельной компанией «Moldaeroservice» с собственным балансом, имеющей в своём управлении: международный аэропорт Бельцы-Лядовены (145 га), аэропорт Бельцы-Город (136 га), профессиональный персонал, здания и помещения, необходимые для технологического и производственного процесса, самолёты Ан-2 и Ми-2.
Согласно разрешению эксплуатанта № Md 001, выданному Управлением гражданской авиации Республики Молдова, компания Moldaeroservice выполняет следующие операции: полёты санитарной авиации, наблюдательные полёты, полёты для поисково-спасательных операций, рекламные и развлекательные полёты, полёты в интересах сельскохозяйственного и лесного сектора.
Согласно сертификату MD.145.0025, Moldaeroservice утвержден в качестве организации по техническому обслуживанию Ан-2 (ASH-62IR); Ми-2 (GTD-350); C3; C5; C6; C7; C8; C9; C12; C13; C14; C18.

## Корпоративные аспекты
В отличие от большинства авиакомпаний, деятельность Молдаэросервис разделяется на две главных области деятельности: непосредственно предоставление услуг авиакомпании и одновременно предоставление услуг аэропортового оператора.

### Штаб-квартира
Компания была основана на основании приказа № 125 от 14 декабря 1995 года Государственной администрации гражданской авиации Республики Молдова. Местонахождение предприятия: Республика Молдова, мун. Бельцы, ул. Аэродромулуй, 1, MD-3100, филиал компании мун. Кишинев, бр. Dacia, 80/7, MD-2026.
В течение месяца после приостановления действия сертификата аэропортового оператора в сентябре 2015 года по запросу Мирчи Малеки руководителя Управления Гражданской Авиации Республики Молдова и не смотря на то что ещё в 2013-м годы само Управление проводило сертификацию и проверку аэропортовых служб в Бельцы-Лядовены, историческая шатб-квартира была изменена из улица Аэородромная 1, Бельцы, MD-3100 (Аэропорт Бельцы-Город) в бр. Dacia 80/7, Кишинев, MD-2026.

### Работники
Государственное предприятие Moldaeroservice было одним из самых крупных авиационных предприятий в Молдавии с около 500 сотрудниками.
В 2022 году около 50 сотрудников работают в Moldaeroservice.
17 марта 2021 года, сотрудники компании Moldaeroservice провели акцию протеста в Бельцах. Они не получали зарплату в течение нескольких месяцев и просят администрацию как можно скорее решить накопившиеся проблемы. Согласно пилоту Сергею Руссу, компания MOLDATSA предоставляющая в Молдавии аэронавигационные услуги ежемесячно получает средства от Европейской организации по безопасности аэронавигации — Евроконтроля на оплату труда сотрудников и на необходимую компании техническую поддержку, а директор MOLDATSA Вячеслав Фрунзе объясняет вычеты из зарплаты сокращением часов полётов. Сотрудники Moldaeroservice обращались к директору Виорелу Катанэ с просьбой разрешить ситуацию, но в ответ получили обещания, что компания находится в некоем "процессе".
Во время акции протеста сотрудники Moldaeroservice пытались связаться с директором MOLDATSA Вячеславом Фрунзе, чтобы узнать, когда они получат свою зарплату, но безуспешно. Заместитель администратора Борис Кабак сообщил, что Moldaeroservice пытается решить проблему задолженности по зарплате своим сотрудникам мирным путём. Протестующие угрожали устроить акцию протеста перед зданием штаб-квартиры государственного предприятия MOLDATSA в Кишиневе, если ситуация не улучшится.
19-го марта 2021 года MOLDATSA выступила с опровержениями этой информации в отношении предполагаемых долгов MOLDATSA перед Moldaeroservice: MOLDATSA не имеет долгов перед Moldaeroservice, что подтверждается аудиторскими документами за 2019 и 2020 годы.

### Собственники
Основателем предприятия является Министерство экономики и инфраструктуры Республики Молдова от имени Правительства Республики Молдова. С января 2019 года учредителем (100.0%) государственного предприятия Moldaeroservice является Агентство Публичной Собственности Республики Молдова от имени Правительства Республики Молдова, которое осуществляет свои права по управлению Moldaeroservice через административный совет и администратора компании.

### Руководство
Список администраторов Moldaeroservice с 1994 года.
| администратор                                                     | период                       |
| ----------------------------------------------------------------- | ---------------------------- |
| Иван Георгиевич ТОМАК (администратор)                             | с 1994                       |
| Виталий Брониславович ПОВОНСКИЙ (администратор)                   |                              |
| Борис КАБАК (администратор)                                       |                              |
| Сорин СТАТИ (администратор)                                       | 18.02.2011—12.2011           |
| Алёна КЛАПАТЮК (администратор)                                    |                              |
| Алексей РОГОВ (администратор)                                     | 2013—10.2015                 |
| Виорел КАТАНЭ (администратор)                                     | 10.2015—08.2021              |
| Станислав ГРИНЧУК (администратор)                                 | 08.2021—02.2022              |
| Валерий КАТАН (администратор)                                     | 02.2022—05.2022              |
| Вячеслав ТИМОТИН (временный администратор в процессе банкротства) | 29.09.2022 — настоящее время |

#### Нарушения в период руководства Виталием Повонским

##### Управление государственным имуществом в ГП „Moldaeroservice” за период 2005—2006
В период руководства Виталия Повонского, согласно Постановлению № 32 от 25 мая 2007 по отчёту об управлении государственным имуществом в ГП „Moldaeroservice” и ГП „Aeroportul Internaţional Mărculeşti” за период 2005—2006 гг., Счётная Палата Республики Молдова установила, что в период 2005—2006 (9 месяцев) гг. в результате эксплуатации аэропорта Лядовень, который соответствует стандартам Международной организации гражданской авиации (МОГА), ГП „Moldaeroservice” реализовало доходов на сумму 22,0 тыс. леев и соответственно 99,0 тыс. леев, обслуживая только чартерные рейсы. В то же время расходы на содержание данного аэропорта составили  в 2005 году — 116,4 тыс. леев, а в 2006 году (9 месяцев) — 365,5 тыс. леев. "Активы, задействованные в деятельности предприятия (без учёта источника происхождения), материальные и финансовые средства предприятия, а также собственный капитал используются на низком уровне". В 2005 году ГП „Moldaeroservice” из 40 самолётов (государственная собственность, находящаяся в управлении предприятия), зарегистрированных в Авиарегистре Республики Молдова, использовало для оказания услуг 14 самолётов (7 — на территории республики и 7 — за границей), или 35%, а в 2006 году — 13 самолётов (5 — на территории республики  и 8 — за границей), или 32,5%. ГП „Moldaeroservice” согласно договорам, заключённым с зарубежными заказчиками, сдало в аренду самолёты, взяв при этом на себя обязательства по их обслуживанию за свой счёт (продление сроков эксплуатации самолётов, двигателей и прочих агрегатов; обеспечение запасными частями с их транспортировкой к месту нахождения самолётов), действия, которые согласно требованиям закона, не соответствуют арендным отношениям. Как ГП „Aeroportul Internaţional Mărculeşti”, так и ГП „Moldaeroservice” не располагали расчётами относительно прогнозируемых расходов при сдаче самолётов в аренду с указанием рентабельности, фактических расходов и полученных доходов, в результате чего не представляется возможность проанализировать эффективность договоров аренды самолётов.
Начиная с 1999 года и до настоящего времени ГП „Moldaeroservice” не обеспечило возврат на территорию страны государственного имущества (3 вертолёта и 11 авиадвигателей) по первоначальной стоимости 1175,3 тыс. леев, которые, согласно договору № 99 от 26.07.1999 г. временно были вывезены в Египет. Вместе с тем руководство предприятия не соблюло сроки временного ввоза, установленные таможенным органом, истекшие 30.06.2005 г., нарушив тем самым требования ст. 41 Таможенного кодекса, утверждённого Законом № 1149-XIV от 20.07.2000 г. (с последующими изменениями). Несмотря на то, что египетская фирма, эксплуатирующая вертолёты, не выполнила в полной мере договорные обязательства, руководство предприятия в нарушение требований ст. 3 (3) Закона № 1466-XIII от 29.01.1998 г. о регулировании репатриации денежных средств, товаров и услуг, полученных в результате внешнеэкономических сделок (с последующими изменениями и дополнениями; далее — Закон № 1466-XIII), не предприняло соответствующие меры по репатриации денежных средств на сумму 32,3 тыс. долларов США (449,8 тыс. леев).
Аналогично ГП „Moldaeroservice” не репатриировало в законные сроки денежные средства в сумме 142,2 тыс. леев за услуги, предоставленные коммерческой фирме из Румынии.
Несмотря на то, что были предприняты некоторые меры по установлению реальной ситуации относительно государственного имущества, находящегося за рубежом, до настоящего времени как ГАГА, так и руководство ГП „Moldaeroservice”, не решили вопрос по 38 авиадвигателям, числящимся на балансе предприятия по первоначальной стоимости 961,4 тыс. леев, отправленным в ремонт на заводы Польши, Украины, Казахстана в период 1985—1992 гг.
На основании решения административного совета ГП „Moldaeroservice” с разрешения ГАГА предприятие реализовало фирме ООО „Agriniada Grup” часть здания, расположенного по ул. Штефан чел Маре, 6/2, Муниципий Бельцы (бывшее центральное  билетное агентство Аэрофлота в Бельцах), площадью 472,3 м2, несмотря на то, что от сдачи в аренду данной недвижимости в период с 2004 по I квартал 2005 года предприятие реализовало доходы в размере 186,1 тыс. леев и соответственно 50,5 тыс. леев. Продажа здания состоялась путём прямых переговоров за 383,0 тыс. леев, будучи оценено Бельцким филиалом Торгово-промышленной палаты по рыночной цене 238,2 тыс. леев. Вместе с тем согласно последующим оценкам, проведённым Республиканским институтом судебной и криминалистической экспертизы, стоимость отчуждённой недвижимости составила 922,4 тыс. леев, а по данным экспертизы, проведённой в 2006 году агентством по недвижимости и консалтинга „Naxin” ООО — 984,0 тыс. леев, или на 603,2 тыс. леев и соответственно на 664,8 тыс. леев больше продажной цены. Сегодня (на 21 ноября 2022 — над зданием (в котором находится штаб-квартира туристической компании S.R.L. GIGANT SERVICE AVIA принадлежащей Виталию Повонскому) был надстроен второй этаж.
В нарушение требований ст. 3 (4) Закона № 146-XIII от 16.06.1994 г. о государственном предприятии (с последующими изменениями и дополнениями), без разрешения ГАГА, в 2006 гг. ГП „Moldaeroservice” сдало в аренду фирме ООО „Olvaria-Plus” (ф/к 1004602010293) помещения общей площадью 86,8 м2 (договор № 5/06 от 1.06.2006 г.).
За проверяемый период в результате занижения размера арендной платы предприятие от сдачи в аренду имущества четырём экономическим агентам недополучило 10,9 тыс. леев.
На проверяемых предприятиях не соответствует требованиям состояние учёта государственного имущества. Так, до настоящего времени на балансе ГП „Moldaeroservice” зарегистрирована взлётно-посадочная полоса бывшего аэродрома Сорока по первоначальной стоимости 97,5 тыс. леев, несмотря на то, что согласно п. 1 ч. 1) Постановления Правительства № 3 от 4.01.1991 г. „Об отводе и использовании земель” (с последующими изменениями) земли бывшего аэродрома были распределены бывшему колхозу “Авангард” (коммуна Косэуць) для сельскохозяйственного использования. Списание имущества бывшего аэродрома Сорока, в том числе взлётно-посадочной полосы, было авторизовано ГАГА (письмо № 1287 от 25.08.2000 г.) и Департаментом приватизации и управления государственным имуществом (письмо № 08-05-5606 от 26.12.2000 г.), кроме одного склада по первоначальной стоимости 3,2 тыс. леев, подлежащего передаче Службе „Hidrometeo”. Несмотря на это, списание полосы и передача склада не было выполнено.
Администрирование самолётов и другого арендованного имущества — согласно договорам аренды, заключённым ГП „Moldaeroservice” за период 2005—2006 гг. (9 месяцев) с зарубежными компаниями, зарегистрированными в Сингапуре, Украине, Великобритании, Турции и с одним резидентом Республики Молдова, на основании которых было арендовано 7 самолётов, все расходы по содержанию арендованных самолётов (закупка горючего, оплата труда, командировочные расходы, экспертиза, обеспечение лётной безопасности, продление сроков эксплуатации, евроконтроль и др.) взял на себя не арендатор (ГП „Moldaeroservice”), а представители зарубежных компаний, сдавшие самолёты в аренду, тогда как согласно требованиям ст. 2 Закона № 861-XII от 14.01.1992 г. об аренде (с последующими изменениями; утративший силу 20.04.2007 г. Законом № 83-XVI от 29.03.2007 г.) при арендных отношениях арендатор на основании договора за плату владеет и пользуется имуществом, принадлежащим арендодателю.
Счётная палата пришла к выводу, что нарушения и недостатки в финансово-экономической деятельности и при управлении государственным имуществом, выявленные в ГП „Moldaeroservice” и ГП „Aeroportul Internaţional Mărculeşti”, за проверяемый период, обусловили: - нарушения в части управления государственным имуществом; 
- низкую эффективность использования активов, материальных и финансовых средств, собственного капитала, задействованных в деятельности предприятий; 
- некоторые нарушения при осуществлении расчётов с различными дебиторами и кредиторами; 
- ведение бухгалтерского учёта с отклонением от требований законодательства.
и, в том что касается Moldaeroservice, потребовала от руководства Государственной администрации гражданской авиации (г-н В. Визант):
1) рассмотреть на заседании коллегии ГАГА результаты проверки и утвердить план конкретных мероприятий  по устранению нарушений и отклонений, выявленных в управлении государственным имуществом в ГП „Moldaeroservice”; наложить санкции на лиц, виновных в выявленных нарушениях, согласно действующему законодательству; рассмотреть случаи невозвращения в республику государственного имущества, с принятием соответствующих мер, в том числе по обеспечению учёта и соответствующего управления государственным имуществом.
2) потребовать от директора ГП „Moldaeroservice” (г-н В. Повонски): принять эффективные меры по возврату в республику в кратчайшие сроки имущества на общую сумму 1175,3 тыс. леев и соответственно 961,4 тыс. леев; принять меры по репатриации денежных средств на общую сумму 592,0 тыс. леев в соответствии с требованиями Закона № 1466-XIII от 29.01.1998 г. „О регулировании репатриации денежных средств, товаров и услуг, полученных в результате внешнеэкономических сделок ”; обеспечить ведение бухгалтерского учёта в соответствии с Законом о бухгалтерском учёте № 426-XIII от 4.04.1995 г. при этом принять соответствующие меры по устранению недостатков, восстановлению  бухгалтерского учёта и проведению инвентаризации имущества; обеспечить соблюдение законодательства при сдаче в аренду помещений. 
3) направить Центру по борьбе с экономическими преступлениями и коррупцией материалы проверки законности оценки и отчуждения части здания по улице ул. Штефан чел Маре, 6/2, мун. Бэлць, для соответствующего рассмотрения по компетенции.
4) рекомендовать ГГНИ (г-н С. Пушкуца) провести налоговую проверку в ГП „Moldaeroservice” относительно репатриации денежных средств;
5) принять к сведению, что ГП „Moldaeroservice” обеспечило поступление арендной платы от „Covoare Lux” (ф/к 1002600036107) – 6,0 тыс. леев, ООО „Stoma” (ф/к 1002602004481) – 2,0 тыс. леев и ИП „Beleaev Foto” (ф/к 9534808) – 0,6 тыс. леев; за нарушения, допущенные в бухгалтерском учёте, приказом ГП „Moldaeroservice” № 14 от 7.03.2007 г. главный бухгалтер предприятия г-жа А. Тащук получила дисциплинарное взыскание.

##### Договор на предоставление юридических услуги и арест счетов
Приведший к аресту банковских счетов Moldaeroservice договор на предоставление юридических услуг с адвокатской конторой был заключён в 2006 году (на 331 000 лей без определения в контракте расчёта гонораров), когда предприятием руководил Виталий Повонский. В результате ареста счетов сотрудникам Moldaeroservice не выплачивали зарплату между августом 2011 года и февралём 2012 года.

#### Нарушения в период руководства Алексеем Роговым
Согласно Мониторингу прозрачности государственных предприятий и акционерных обществ с полным и преобладающим государственным капиталом в Республике Молдова от 2016 года, следующие ситуации конфликта интересов, о которых сообщили компании, охваченные мониторингом касаются Moldaeroservice.
По результатам контроля Государственной налоговой инспекции (2014 год) были выявлены следующие отклонения в приобретении некоторых товаров, оплата производится сыном менеджера банковской картой. Государственная налоговая инспекция уведомил Национальную комиссию по неподкупности о неправомерных действиях. Национальная комиссия по неподкупности, актом 03/88 от 12 марта 2015 года, не обнаружила конфликта интересов и закрыла дело.
29.10.2014 Национальная комиссия по неподкупности самостоятельно направила дел на рассмотрение по собственной инициативе на основании публикации 19 октября 2014 года на сайте www.ziarulnational.md, согласно которой Алексей Рогов, исполняющий обязанности администратора Государственного предприятия "Молдаэросервис", закупил четыре зимних костюма для пилотов на сумму 1500 евро из Канады от своего сына Дорина Рогова через фирму „The Sportsman’s Guide”. Как сообщает автор статьи, "Молдаэросервис" также заплатил в отсутствие чётких критериев отбора, более 200 тысяч леев в пользу "Avantmotor-Com" SRL (Кишинев) на покраску двух вертолётов и ремонт служебного автомобиля директора. Также, Алексей Рогов предпочёл арендовать квартиру в Кишинёве за счёт компании и оставаться в отеле в Бельцах каждый раз, когда он приезжает в Бельцы. В это же время, Алексей Рогов приобрёл за счёт компании "Moldaeroservice" билеты на самолёт, чтобы полететь в Канаду к сыну. Источник в статье также указывает, что Алексей Рогов использует вертолёты в личных целях, в нарушение правил правил безопасности и не имея разрешения на полёт по маршруту Кишинёв — Вадул-луй-Водэ.
В том, что касается действий Алексея Рогова, Национальная комиссия по неподкупности установила, что решение о закупке специальной одежды для пилотов было принято без в ситуации конфликта интересов. В качестве аргументов (оплата банковской картой жены, экономия осуществлённая для Moldaeroservice в размере 4 000 долларов США по сравнению с ценами на профессиональную одежду для пилотов в пространстве СНГ), документы о поставке и оплате товары, которые подтверждают, что это решение было выгодно компании "Молдаэросервис", а не его сыну, которому была отведена роль посредника между продавцом „The Sportsman’s Guide” и бенефициаром "Moldaeroservice".
Покраска вертолётов за 200 000 лей компанией SRL "Avantmotor-Com” и ремонт машины директора оказались вопросами напрямую связанными с повседневными обязанностями администратора, что является прямым требованием для обеспечения безопасности полётов. Более того, протокол № 1 от 17.01.2014 г. заседания Административного совета компании констатировал обсуждение наружной покраски и обновление внутреннего покрытия.
Согласно Приказу Министерства транспорта и дорожной инфраструктуры № 276-c от 30 сентября 2014 г., Алексей Рогов был делегирован на период 29.09.2014 — 03.10.2014 для участия в Конференция ИКАО и обучения в компании BellHelicopter в Монреале, Канада, с обязательством покрытия расходов за счета "Молдаэросервис". В то же время, Алексей Рогов представил копию билета 15.08.2014 для выезда к сыну в Монреаль, Канада. Оплата билета была произведена "Молдаэросервис" в размере 16 950.00 MDL. Это не является дополнительной покупкой или объектом, а представляет собой аванс, выданный администратору, который была взыскан через два дня из его зарплаты, что 
31.07.2014.... Следует отметить, что из зарплаты администратора была удержана сумма в размере 16 950,00 MDL, что отражено в бухгалтерской отчётности, а подтверждающий документ был представлен инспекторам. При таких обстоятельствах компания не понесла материального ущерба. Таким образом, анализируя действия Алексея Рогова в свете статьи 2 Закона о конфликте интересов, установлено, что решение об оплате авиабилета от 15.08.14 не привело к нарушение Закона о конфликте интересов.
По вопросу использования вертолётов в личных целях, Алексей Рогов представил в ходе проверки следующие документы и объяснения: акт о необходимости проведения контрольно-испытательного полета в связи с запуском услуги "AVIASAN" от 19.07.2014, акт о результатах полёта вертолёта "МИ-2" от 19.07.2014 и протокол заседания Административного совета "Молдаэросервис", № 1 от 17.01.2014.
Относительно того, что он использует вертолёты в личных интересах в нарушение правил правил безопасности и не имея разрешения на полёт по маршруту Кишинёв — Вадул-луй-Водэ, Алексей Рогов объяснил, что 19.07.2014 года он совершил полёт на вертолёте Ми-2 ER20121 для проверки медицинского оборудования, установленного на борту вертолёта, и проверки отношение медицинского персонала во время полёта. Таким образом, полёт можно классифицировать как полёт на обучение, и осуществлялось в интересах компании, но не в личных интересах. Таким образом, анализируя действия Алексея Рогова в свете статьи 2 Закона о конфликте интересов, установлено, что решение об использовании вертолётов для проверки медицинского оборудования не привело к нарушению Закона о конфликте интересов.
По вопросу аренды недвижимости в личных целях, Алексей Рогов представил следующие документы: протокол заседания Совета директоров "Молдаэросервис", №7 от 30.09.14, приказ № 17 - а от 01.02.2014, протокол заседания Совета директоров "Молдаэросервис", № 1 от 11.01.13, договор аренды № 08/03 от 01.02.2014. Относительно того, что он снимает квартиру в Кишинёве на деньги компании, Алексей Рогов пояснил, что квартира была арендована компанией "Moldaeroservice" поскольку у Алексея Рогова нет недвижимости на территории Молдавии и Административный совет был проинформирован о возможной аренде, и он сам определил квартиру и заключил договор. Эта квартира была выбрана потому, что она расположена на равном расстоянии между Министерством транспорта и аэропортом в Кишинёве. В связи с реализацией проекта "Авиасан" и необходимости временного размещения сотрудников компании в Муниципии Бельцы, для оперативного сотрудничества с Министерством транспорта и дорожной инфраструктуры, Министерством здравоохранения, Национальным научно-практическим центром экстренной медицины, "Moldova Gaz" S.R.L. и другими учреждениями, участвующими в проекте, администратор компании заключил договор аренды сроком на 6 месяцев (08.07—08.01.2014), для служебных целей. Как только проект "AVIASAN" вступил во вторую фазу реализации, где ежедневно должны были проходить подготовительный работы по запуску этого проекта с присутствием в Кишинёве нескольких специалистов компании, администратор предприятия заключили договор аренды, в соответствии с положениями которого последний арендовал квартиру на срок на один год (01.01.2014—01.01.2015). В отношении аренды недвижимого имущества в Административный совет компании, согласно протоколу № 3 от 08.07.2013 г. принял договор аренды служебной квартиры в Муниципии Бельцы, и относительно аренды квартиры для нужд предприятия в Муниципии Кишинёв, согласно п. 4 протокола № 7 от 30.09.2014 г., Административный совет отметил, что ответственность за расходы, связанные с арендой служебной квартиры, несёт администратор, и принял информацию к сведению. Таким образом, анализируя действия Алексея Рогова в свете статьи 2 Закона о конфликте интересов интересов, свидетельствуют о том, что решение об аренде жилого помещения в мун. Кишинёв не имели место в ситуации конфликта интересов.

### Филиалы и представительства

#### Кишинёв
В сентябре 1969 года был образован Бельцкий ОАО Молдавского УГА, в Аэропорту Бельцы-Город и 281-й Лётный Отряд (ЛО). В отряд были собраны все вертолёты, а также самолёты Ан-2 и Як-12 Молдавского УГА. Для выполнения полётов по санитарным заданиям и для местных воздушных линий (МВЛ) в аэропорту Кишинёва образовано авиазвено Бельцкого 281-го ЛО из 4-5 Ан-2.
По предложению Агентства транспорта о реорганизации государственного предприятия Moldaeroservice путём присоединения (поглощения) к нему государственного предприятия Авиакомпании Agroavia, Правительство Республики Молдова приняло Постановление № 260 от 3 апреля 2009 о реорганизации некоторых государственных предприятий постановив Агентству транспорта обеспечить реорганизацию государственного предприятия Moldaeroservice путём поглощения к нему государственного предприятия Авиакомпании Agroavia 

#### Бендеры
В сентябре 1969 года был образован Бельцкий ОАО Молдавского УГА, в Аэропорту Бельцы-Город и 281-й Лётный Отряд (ЛО). В отряд были собраны все вертолёты, Ан-2 и Як-12 Молдавского УГА. На аэродроме Бендер находилось авиазвено 281-го Бельцкого ЛО из двух-трёх Ан-2 и одного-двух Ми-1.

#### Сороки
Moldaeroservice было также оператором аэродрома города Сороки.

## Авиакомпания
Moldaeroservice как авиакомпания выполняет авиационные работы в различных областях народного хозяйства (сельское хозяйство, строительство, лесное хозяйство, экспедиционная служба, здравоохранение, охрана государственной границы и т.д.) в Молдавии и за рубежом, а также реализует перевозку пассажиров, грузов и почты, проведение поисково-спасательных работ, патрулирование и оказание первой помощи во время стихийных бедствий, техническое обслуживание и ремонт воздушных судов и авиационного оборудования, проводит закупку, импорт, транспортировку, хранение и маркетинг средств защиты растений и удобрений.

### Флот
Малая авиация является основным средством передвижения гражданской авиации в Молдавии. После парафирования Соглашения о едином авиационном пространстве между Европейским союзом и Республикой Молдова молдавские компании, работающие на рынке, должны будут отказаться от устаревших самолётов советского производства. В настоящее время вертолёты используются в сельском хозяйстве, а также для спасательных и транспортных миссий. В октябре 2011 года было парафировано Соглашение о едином авиационном пространстве между Европейским союзом и Молдовой. Согласно положениям этого документа, молдавские компании, работающие на авиарынке, будут обязаны отказаться от устаревших самолётов советского производства. В случае с самолётами крайний срок был установлен на 1 января 2017 года, а для вертолётов — на 31 декабря 2022 года. Для крупных авиакомпаний, выполняющих международные рейсы, советские самолёты уже давно остались в далёком прошлом. Вместо этого вертолёты остаются основным воздушным судном для внутренних авиаперевозок. Наиболее важным поставщиком авиационных услуг на территории Молдовы является государственное предприятие "Молдаэросервис" в Бельцах. Основанная в 1966 году, компания была реформирована под своим нынешним названием в 1996 году.
В настоящее время компания располагает 23 вертолётами Ми-2, из которых только четыре имеют лётную годность — официальный сертификат, удостоверяющий способность воздушного судна перевозить пассажиров или грузы в исправном состоянии. Кроме того, имеется 19 вертолётов Ка-26 и 8 самолётов Ан-2, которые не пригодны к полётам и требуют ремонта. Вскоре после парафирования Соглашения о едином авиационном пространстве с ЕС в октябре 2011 года большая часть авиационной техники "Молдаэросервиса", произведённой в Советском Союзе, была выставлена на продажу. Недавно, 12 марта, состоялся аукцион, на котором компании удалось продать два вертолёта румынским покупателям, которые будут использовать их в сельском хозяйстве.
Общий флот Молдаэросервис за всю историю включает в себя общее количество воздушных судов: 208.
Среди воздушных суд составлявших флот Молдаэросервис:
| тип воздушного судна | общее количество за всю историю |
| -------------------- | ------------------------------- |
| Ка-15/Ка-18          | 40                              |
| Ми-1                 | 20                              |
| Ан-2                 | 69                              |
| Ми-2                 | 73                              |
| Ка-26                | 6                               |

### Направления
За более чем 45 лет с момента своего основания компания "Молдаэросервис" стала одним из самых опытных поставщиков авиауслуг на вертолётах Ми-2 и самолётах Ан-2 не только на территории Республики Молдова, но и за её пределами (Египет, Алжир, Ирак, Румыния, Болгария, Турция, Сингапур, Южная Корея). Вторичные офисы в (действующий) Кишинёве и (исторически) Бендерах

## Оператор аэропортов
Moldaeroservice является исторически единственным оператором нескольких аэропортов и аэродромов в Молдавии, в том числе двух бельцких гражданских аэропортов выполнявших регулярные и чартерные пассажирские рейсы Бельцы-Город и Бельцы-Лядовены, ставшие вторыми узлами гражданской авиации в Молдавии после аэропорта Кишинёва, а также аэродромы в Бендерах и Сороках. В качестве компании, занимающейся управлением и эксплуатацией аэродромов, Moldaeroservice предоставляет услуги по обслуживанию пассажиров в аэропорту, включая обработку грузов, багажа и почты, поставку и транспортировку топлива, авиационных и автомобильных смазочных материалов для собственных нужд и для третьих лиц, проводит строительные и ремонтные работы, лабораторные исследования горюче-смазочных материалов для собственных нужд и для третьих лиц, предоставляет услуг по управлению воздушным движением в районе аэродромов.
Также наземное обслуживание и персонал аэронавигации, отсутствующие на аэродроме Маркулешты для гражданских грузовых воздушных суден, доставлялись для каждой посадки/взлёта компанией Moldaeroservice в Маркулешты из Бельц.
Филиал Moldaeroservice в аэропорту Кишинёва, в рамках которого работал кишинёвский филиал бельцкой Moldaeroservice, в частности служба Авиасан, имеет в распоряжении территорию 8 га и объекты недвижимости кишинёвского аэропорта (ангар, два дока, стоянка для самолётов и т. д.) перешедшие в собственность Moldaeroservice после поглощения компанией Moldaeroservice государственного предприятия Авиакомпании Agroavia.

## Критика

### Отсутствие поддержки Правительства

#### Прекращение службы Авиасан
Служба Авиасан (санитарные перевозки) — часть деятельности государственного предприятия Moldaeroservice как авиакомпания была прекращена взамен на использование услуг SMURD. Молдаэросервис, с 29 июля 2014 года, вновь запустила Национальный проект AVIASAN, приостановленный с 1993 года с целью облегчения доступа к качественным и своевременным медицинским услугам для населения Молдавии. 32 аэродрома республиканских и районных больниц были проверены на соответствие требованиям и стандартам безопасности полётов. Некоторые из них построенные самостоятельно без контроля Moldaeroservice не соответствовали требованиям безопасности. Moldaeroservice предлагала использовать свои 2 вертолёта в рамках службы SMURD.

#### Прекращение функционирования таможенного пункта и пункта перехода границы
Функционирование таможенного пункта было приостановлено в 2001-м году, после проведения регулярных рейсов в 2000-2001 годах Бельцы-Стамбул с максимальной загрузкой самолётов на этом направлении из Бельц.

#### Отсутствие государственных инвестиций
С 1994 года Правительство Республики Молдова не сделало ни одного капитального вложения как в инфраструктуру Бельцких аэропортов, так и во флот воздушных судов Moldaeroservice, будь-то из собственных средств или способствуя получению помощи партнёров по развитию.

#### Отсутствие технического-экономического обоснования
Последние действия Правительства Республики Молдова в отношении Moldaeroservice ограничиваются анонсированием проведения экономическо-технического обоснования и посещений с визитами аэропорта Бельцы-Лядовены. Правительство Республики Молдова не провело экономическо-техническое обоснование с момента анонсов не смотря на то, что многие частные инвесторы официально уведомляли Правительство Молдовы о намерениях совершить крупные инвестиции в Бельцы-Лядовены проведя собственные расчёты.
Объявление в 2019-м году Управления гражданской авиации Республики Молдова о мерах, принятых для обеспечения максимального уровня безопасности полётов, и о запрете доступа в европейское воздушное пространство 11 операторов, не сертифицированных Европейским агентством по безопасности полётов, вызывает некоторые вопросы. В этом контексте, согласно директору компании Moldaeroservice Борису Кабак, предоставляющей услуги экономическим агентам в сельском и лесном хозяйстве, это может быть ошибкой. "Мы не летаем в новом европейском пространстве. Что-то напутали там в Управлении. Компания "Молдаэросервис" летает только по территории Молдовы. Мы не летаем в другие страны уже 10 лет".
https://timpul.md/articol/elicopterele-moldovenesti-stropesc-padurile-si-transporta-demnitari-42218.html
https://esp.md/ru/sobytiya/2021/03/20/rabotnikam-gosudarstvennoy-aviakompanii-moldaeroservis-pochti-8-mesyacev-ne
https://esp.md/ru/sobytiya/2019/12/21/ion-kiku-pobyval-v-aeroportah-belc-i-markulesht

### Хищение финансовых средств, приведение к банкротству
С февраля по декабрь 2011 года администратором компании Moldaeroservice был Сорин Стати, которая управляла международным аэропортом Бельцы-Лядовены и предоставляла услуги в области сельского хозяйства с помощью вертолётов Ми-2. Сорин Стати подал более пяти жалоб в Министерство внутренних дел Республики Молдова по поводу хищения финансовых средств, которое имело место в компании Moldaeroservice в особо крупных размерах. Эти жалобы были направлены для рассмотрения в Департамент транспортной полиции, отдел экономических преступлений. Была назначена финансовая инспекция для проверки сообщенных фактов, их документирования и установления суммы ущерба, о чём был составлен соответствующий отчёт. Сразу же после этих событий было возбуждено пять уголовных дел. В рамках этих уголовных дел было проведено несколько специальных следственных действий, включая выемку документов и обыски в домах предполагаемых преступников. Через некоторое время все уголовные дела закрыты. Соответствующие распоряжения о закрытии дел не были направлены в Moldaeroservice, то есть не были оспорены, и в итоге сумма ущерба не была взыскана.
В начале 2012 года стало известно, что компания Moldaeroservice, в ведении которой находится Международный аэропорт Бельцы-Лядовены, столкнулась с рядом финансовых и юридических проблем, и была вовлечена в судебную тяжбу. 

Руководство Moldaeroservice заявило, что за судебным процессом стоят некие силы, которые пытаются незаконным путём довести предприятие до банкротства, и таким образом завладеть его имуществом, которое оценивается более чем в 10 миллионов леев.— Ксения Флоря, Молдова, которую мы все еще не построили. Часть 3, noi.md
20 декабря 2019 года, Ион Кику, бывший премьер-министр заявил после посещения Международного Аэропорта Бельцы-Лядовены и аэродрома Маркулешты, что Правительство Молдавии разработает план действий который позволит модернизации сертификацию международного аэропорта на севере Молдавии. Вскоре после этого Агентство публичной собственности разработало проект постановления Правительства Молдавии предусматривающий слияние трёх государственных предприятий которые управляли или управляют аэропортами: поглощение государственного предприятия Aeroportul Internaţional Chişinău, управлявшего кишинёвским аэропортом и государственного предприятия Moldaeroservice, управляющего Международным аэропортом Бельцы-Лядовены и аэропортом Бельцы-Город, государственным предприятием Aeroportul Internaţional Mărculeşti (которым не было осуществлено ни одного чартерного или регулярного пассажирского рейса) — после слияния-поглощения, государственное предприятие Aeroportul Internaţional Mărculeşti должно было быть трансформировано в акционерное общество Aeroporturile Moldovei («Аэропорты Молдовы»). В результате реорганизации активы государственного предприятия Aeroportul Internaţional Mărculeşti увеличатся примерно на 400 млн леев, а общие и административные расходы Moldaeroservice и государственного предприятия Aeroportul Internaţional Mărculeşti снизятся примерно на 4 млн леев.
Агентство публичной собственности аргументировало свою инициативу необходимостью не допустить нанесения ущерба государственным интересам через потерю ценных активов (строения, самолёты, вертолёты и другие активы), а также в целях более эффективной действительности данных предприятий, сокращения административных затрат и создания сильного экономического агента с инвестиционным потенциалом при том, что государственное предприятие Aeroportul Internaţional Mărculeşti не имеет истории гражданской авиации и регулярных рейсов.

## Происшествия
В мае 2006 года в Турции вынужденную посадку в лесу совершил самолёт Ан-2 молдавского госпредприятия «Молдавиасервис». Экстренный случай обошёлся без жертв.
https://www.baaa-acro.com/operator/moldaeroservice
https://www.baaa-acro.com/search-results?combine=Moldaeroservice
https://yandex.ru/search/site/?searchid=2127724&text=Молдаэросервис&web=0&l10n=ru

## Перспективы

### Исполнение обязательств СЭЗ Бельцы — возобновление деятельности аэропортового оператора
Исполнение обязательств Бельцкой свободной экономической зоной в соответствии с Постановлением Правительства Республики Молдова от 2010 года должно позволить возобновить Moldaeroservice функцию аэропортового оператора и определить решение ситуации с аэропортом Бельцы-Город, на территории которого СЭЗ Бельцы построила различные увеселительные заведения не смотря на положения техническо-экономического обоснования Министерства экономики Республики Молдова и вопрос возобновления регулярной эксплуатации аэропорта Бельцы-Лядовены, в котором СЭЗ Бельцы должна построить недвижимые объекты для деятельности аэропорта.

### Возобновление регулярных рейсов из Международного аэропорта Бельцы-Лядовены
В 2011 году министр транспорта и дорожной инфраструктуры Анатолий Шалару объявил о переговорах с несколькими крупными авиакомпаниями о том, чтобы совместно управлять Бельцким международным аэропортом и организовать бюджетные авиарейсы.
В апреле 2012 бывший министр транспорта и дорожной инфраструктуры Анатолий Шалару предложил Международный аэропорт Бельцы-Лядовены для приглашения бюджетных авиакомпаний, с условием предварительных инвестиций — около 8 миллионов евро, поскольку "нынешняя взлётно-посадочная полоса не соответствует требованиям больших самолётов".
В конце января 2020 года бывший премьер-министр Молдавии Ион Кику, что в июне-июле благодаря незначительной инвестиции государства Международный Аэропорт Бельцы-Лядовены сможет принимать международные рейсы и станет главным аэропортом на севере Молдавии.

### Авиационная школа
В 2019-м году администратор государственного предприятия "Молдаэросервис" Виорел Катанэ предложил проект открытия авиационной школы в Молдове при поддержке правительства с инвестициями в размере около 340 000 евро. Бывший центр подготовки лётного состава находящийся в советское время на территории Кишинёвского аэропорта не работает уже много лет, а требующие ремонта самолет Diamond 42 и тренажёр этого центра были переданы Агентством государственного имущества на баланс государственного предприятия "Молдаэросервис".
Для создания авиационного училища при Международном аэропорте Бельцы-Лядовены было разработано технико-экономическое обоснование в апреле 2019 года.
В настоящее время в Молдове есть две частные школы, готовящие пилотов PPL — частных пилотов, управляющих небольшими самолётами. Национальная авиационная школа, которую планировало открыть "Молдаэросервис" при поддержке государства, должно было готовить пилотов ATPL и CPL для полётов на самолётах Boeing, Airbus и коммерческих вертолётах.
В декабре 2019 года Ректор Технического университета Молдовы (UTM), проф. унив., д-р хаб. Виорел Бостан и администратор Государственного предприятия "Moldaeroservice" Виорел Катанэ подписали соглашение о сотрудничестве, которое предусматривает привлечение внимания студентов UTM к сфере деятельности "Moldaeroservice" и ознакомление их с практическими аспектами в области связи, навигации и наблюдения, эксплуатации и технического обслуживания авиационных систем и средств, предназначенных для обеспечения непрерывности, точности и целостности услуг, предоставляемых компанией. В соответствии с соглашением о сотрудничестве, предусматривается организация и проведение практики студентов, а также сотрудничество в области подготовки и повышения квалификации персонала "Авиационно-технической школы Moldaeroservice", обеспечивая организацию взаимного обмена информацией путём проведения рабочих встреч, семинаров, тематических конференций и других мероприятий, представляющих взаимный интерес. Положения данного соглашения являются первым шагом в сотрудничестве, которое Moldaeroservice и UTM намерены развивать и эксплуатировать в дальнейшем.